# Chudoslavice
Chudoslavice är en ort i Tjeckien.   Den ligger i distriktet Okres Litoměřice och regionen Ústí nad Labem, i den nordvästra delen av landet, 60 km norr om huvudstaden Prag. Chudoslavice ligger 287 meter över havet och antalet invånare är 128.
Terrängen runt Chudoslavice är kuperad åt nordväst, men åt sydost är den platt. Terrängen runt Chudoslavice sluttar söderut. Runt Chudoslavice är det ganska glesbefolkat, med 38 invånare per kvadratkilometer. Närmaste större samhälle är Ústí nad Labem, 13,9 km nordväst om Chudoslavice. Trakten runt Chudoslavice består till största delen av jordbruksmark.